# Bernard Tervoort

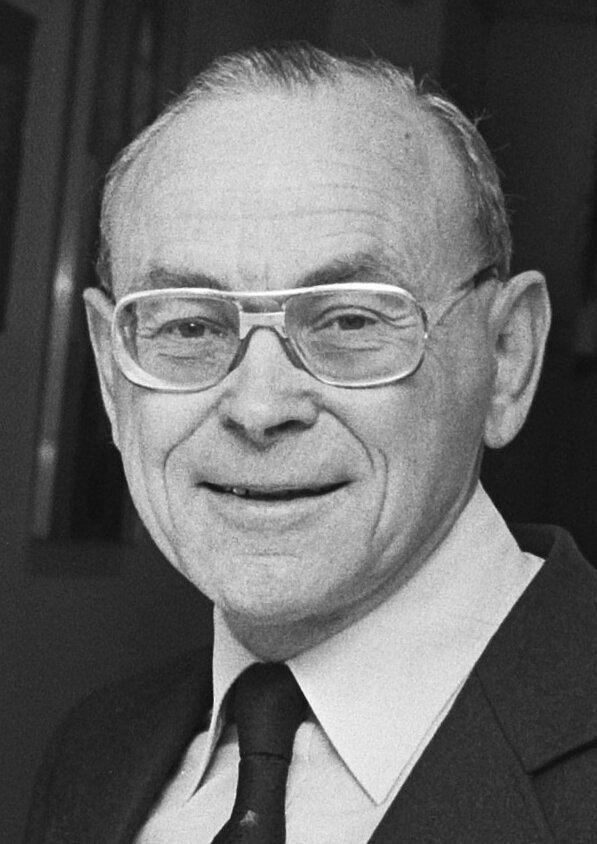
Bernard Tervoort, 1981

Bernard Theodoor Marie (Ben) Tervoort (* 29. Mai 1920 in Groesbeek; † 17. August 2006 in Hilversum) war ein niederländischer Linguist. Er ist bekannt als Begründer der (modernen) wissenschaftlichen Erforschung der Gebärdensprache und hat sich für deren Anerkennung eingesetzt.

## Biografie
Benard Tervoort war der Sohn eines Schuldirektors in Groesbeek und Schüler am Canisius-Kolleg in Nijmegen.
Am 7. September 1938 trat er dem Jesuitenorden bei. Nach seinem Noviziat in Mariendaal in Velp (1938–1940) studierte er während der Kriegsjahre Philosophie zuerst am Collegium Berchmanianum in Nijmegen und dann in Eijsden (unter Zwang der deutschen Besatzer verlegt worden). 1944 wurde er Aufsichtsbeamter am Ignatiuscollege in Amsterdam.
Zu Beginn seiner Zeit als Aufsichtsbeamter begann er auch ein Studium des Niederländischen und der Linguistik an der Gemeente Universiteit in Amsterdam, wo er den hongerwinter erlebte. 1950 erhielt er seinen Doktortitel.
Ab 1953 absolvierte er eine theologische Ausbildung am Canisianum in Maastricht und wurde zum Priester geweiht. In den nun folgenden Jahren schrieb er unter dem Pseudonym Marc Vendelier Jungenbücher und führte parallel dazu von Maastricht aus am R.K. Instituut voor Doven in Michielsgestel umfangreiche Forschungen durch. In Amerika fand er für seine Forschungen zur Gebärdensprache ein begeistertes Publikum. 1964 erhielt er die Ehrendoktorwürde der Gallaudet University. Das führte zu einem Verwürfnis mit dem Instituut in Sint-Michielsgestel und er wurde entlassen. Zutiefst enttäuscht findet der Priester Tervoort Trost bei Dieuwertje de Carpentier Wolf, Kindergärtnerin am Henri Daniel Guyot Instituut voor doven in Groningen. Daraufhin verließ er nach 25 Jahren das Kloster mit Erlaubnis des Papstes und heiratete 1966 Diewertje kirchlich.
Im selben Jahr wurde er zum Professor für Psycho- und Patholinguistik an der Universiteit van Amsterdam ernannt.
Dort ist er für fast 25 Jahre Professor mit dem Schwerpunkt Gebärdensprachlinguistik und gründet das Instituut voor Algemene Linguïstiek. Neben der Gebärdensprache beschäftigt er sich auch mit der Kindersprache und Themen aus der Patholinguistik wie z. B. Aphasie. Sein größtes Interesse gilt jedoch der Anerkennung der Gebärdensprache, die trotz seiner Bemühungen erst spät in den Niederlanden erfolgt.
1987 ging er in den Ruhestand.
Als emeritierter Professor schrieb er seine Memoiren: Jesus, bist du das? Die Geschichte einer Berufung in der Memoirenreihe von (Ex-)Jesuiten.
Im Alter von 84 Jahren veröffentlichte er den Kriminalroman Teken van Leven. De dove monnik en de grootinquisiteur (Sign of Life. Der gehörlose Mönch und der Großinquisitor) über einen tauben Jungen und Priester im Mittelalter. Ein Schlüsselroman, der Tervoorts persönliche Erfahrungen widerspiegelt.

## Gebärdensprache
Während seines Studiums 1944 kam er zufällig mit dem R.K. Instituut voor Doven in Sint-Michielsgestel in Kontakt. Dabei sieht er den Kontrast zwischen dem Oralismus im mündlichen Unterricht, bei dem Lippenlesen zum Einsatz kommt, und den Gebärden, mit denen die Schüler untereinander kommunizieren. Deswegen filmt und analysiert er die Gebärden. Mit dem Thema Structurele analyse van visueel taalgebruik binnen een groep dove kinderen promovierte er 1953. Er war der Erste der wissenschaftlich bewies, dass es sich bei der visuellen Kommunikation der Gehörlosen um eine echte Sprache handelte.
Nach 1953 führte parallel zu seinen Tätigkeiten als Autor von Maastricht aus am R.K. Instituut voor Doven in Michielsgestel umfangreiche Forschungen in den Vereinigten Staaten, Niederlanden und Belgien durch. Dadurch wird er ein großer Verfechter der Gebärdensprache. Zudem war er der Erste, der die Bilingualität (Zweisprachigkeit, bimodal-bilingual) Gehörloser erkennt und mit den damals vorhandenen Konzepten der esoterischen Sprache (Sprache der Eingeweihten) und der exoterischen Sprache (allgemeinen Standardsprache) beschrieb. In Amerika fand er dafür ein begeistertes Publikum. 1964 erhielt er die Ehrendoktorwürde der Gallaudet University dafür.
1966 wurde er zum Professor für Psycho- und Patholinguistik an der Universiteit van Amsterdam ernannt.
Dort war er Professor mit dem Schwerpunkt Gebärdensprachlinguistik. Die Anerkennung der Gebärdensprache in den Niederlanden erfolgte trotz seiner Bemühungen erst spät.
1981 initiiert er das KOMVA-Projekt an der Universiteit van Amsterdam. Es befasst sich mit der Erforschung der Kommunikationsfähigkeiten von gehörlosen Kindern und Erwachsenen und letztendlich zur Einführung der bimodal-bilingualen Gehörlosenpädagogik in den Niederlanden führen sollte.

## Schriften in Niederländisch

### Wichtige wissenschaftliche Publikationen
Eine umfangreiche Literaturliste ist in der digitalen Bibliothek niederländischer Literatur zu finden.
- 1953: Structurele analyse van visueel taalgebruik binnen een groep dove kinderen, proefschrift, Amsterdam.
- 1961: Esoteric Symbolism in the Communication Behavior of Young Deaf Children, American annals of the deaf 106 p. 436-480.
- 1963: Abstractie als taalkundig probleem bij dove kinderen, in: Het gehoorgestoorde kind, 3e en 4e jrg 1962-1963.[10]
- 1967: (met A. J. A. Verberk)  Analysis of Communicative Structure Patterns in Deaf Children. Vocational Rehabilitation Administration, Project RD-467-64-65 (Z. W. O. Onderzoek N. R. 585–15.) Groningen 1967.
- 1968: You Me Downtown Movie Fun. Lingua 21, p. 455-465[11]
- 1978: Bilingual interference, in: Schlesinger en Nadif, Sign language of the deaf, Academic press, Londen.
- 1977–1980: B. Tervoort (red.):  Wetenschap en Taal (3 delen).
- 1981: Wie niet horen kan, moet maar zien.
- 1983: Hand over hand.
- 1987: Signs of Life in: Proceedings of the Second European Congress on Sign Language Research.

### Jungensbücher
Jungenbücher, veröffentlicht unter dem Pseudonym Marc Vendelier.
- 1956: Alarm op de Hertensprong
- 1957: De verkeerde film
- 1958: Sneeuw op kruispunt 73
- 1959: Het beest in het kanaal
- 1960: Démasqué met Big Boy Bas
- 1961: Big Bas in Arizona
- 1962: Baaf Jellinga maakt geschiedenis

### Andere
- 1998: Jesus, ben jij dat? Het verhaal van een roeping (Memoires)[13][14].
- 2004: Teken van leven (roman) Uitgeverij Gianni. ISBN 90-807486-8-4. 223 blz.
- 1995: Der Beginn der europäischen Gebärdensprachforschung: 1950–1953 (Das Zeichen, deutsch)[15]